# نيكولو مكيافيلي
نيكولو دي برناردو دي ماكيافيلي (3 مايو 1469 - 21 يونيو 1527) ولد وتوفي في فلورنسا،  كان مفكرًا وفيلسوفًا سياسيًا إيطاليًّا إبان عصر النهضة. أصبح مكيافيلي الشخصية الرئيسية والمؤسس للتنظير السياسي الواقعي، والذي أصبحت فيما بعد عصب دراسات العلم السياسي. أشهر كتبه على الإطلاق، كتاب الأمير، والذي كان عملاً هدف مكيافيلي منه أن يكتب نصائح لـلحاكم، نُشرَ الكتاب بعد موته، وأيد فيه فكرة أن ماهو مفيد فهو ضروري، والتي كان عبارة عن صورة مبكرة للنفعية والواقعية السياسية. ولقد فُصلت نظريات مكيافيلي في القرن العشرين.

## حياته
ولد مكيافيلي في فلورنسا لمحامٍ هو برناردو دي نيكولا مكيافيلي وبارتولومي دي استفانو نيلي، والذين كانا منحدرين من أسرة توسكانية عريقة. وكان والده من النبلاء ولم يتلقى ميكيافيلي تعليماً واسعاً لكنه أظهر ذكاءً حادًّا. اتبع ميكافيلي في بداية الأمر رجل الدين والسياسي الإيطالي جيرولامو سافونارولا الذي كان ينتمي إلى نظام الرهبان الدومينيكان والذي كان قد مُنح لقب خادم الرب، وكان سافونارولا يخاطب الشباب الإيطالي داعيًا إياهم إلى التمسك بالفضيلة لكن ميكيافيلي لم يلبث أن ابتعد عنه؛ حيث إن ميكيافيلي كان رجلًا سياسيًّا يسعى إلى فصل الدين عن السلطة بجعل مدينة فلورنسا جمهورية.
اختير ميكيافيلي عام 1498م كاتبا للمستشارية الثانية لجمهورية فلورنسا التي تشرف على الشؤون الخارجية والعسكرية وكان يبلغ من العمر آنذاك 29 عاماً، وفي عام 1500م أنهى ميكيافيلي أولى بعثاته الدبلوماسية إلى فرنسا حيث قابل الملك لويس الثاني عشر. في عام 1502م. أنهى ميكيافيلي بعثته الدبلوماسية التي زار خلالها قيصر بورجيا والتي شهد خلالها سقوط بورجيا من السلطة عقب وفاة والد القيصر البابا الإسكندر السادس. عاد ميكيافيلي إلى فرنسا مرة أخرى عام 1504م، وفي عام 1506م تم إرساله في بعثة دبلوماسية إلى البابا يوليوس الثاني وفي عام 1507م قام بأولى بعثاته إلى الإمبراطور ماكسيميلان. وقد بقي ميكيافيلي في منصبه، كاتبا للمستشارية الثانية مدة لا تقل عن 14 عامًا، حتى سُجن في فلورنسا عام 1512م؛ وذلك كان عقب عودة أسرة ميديشي إلى الحكم في فلورنسا والإطاحة بجمهورية سودريني، وقد نزل قرار بإعدامه عام 1513م إلا أنه نجا بأعجوبة من تلك العقوبة؛ ولكنه طُرد من عمله، وهنا اصطدمت الأقاويل فيما إذا كان قد نُفي إلى مدينة سان كاسيانو أم أنه لجأ إليها، ولكن ما تم تأكيده هو أنه بقي في مقره الريفي في سانت أندريا حيث بدأ كتابه «أحاديث» وانتهى من كتابه «الأمير». وفي عام 1527م توفي نيكولو ميكيافيلي ودفن في سانتا كروس في فلورنسا.
يمكن تقسيم فترة حياته إلى ثلاثة أجزاء كلها تمثل حقبة مهمة من تاريخ فلورنسا، حيث عاصر في شبابه وطور نموه ازدهار فلورنسا وعظمتها كقوة إيطالية تحت حكم لورينزو دي ميديشي، وسقوط عائلة ميديشي في عام 1494، حيث دخل مكيافيلي في الخدمة العامة، وتحررت فلورنسا خلالها وأصبحت تحت حكم جمهورية، والتي استمرت لعام 1512م، حيث استرجعت آل ميديشي مقاليد السلطة ولكنها حينما عادت للحكم اتهم ميكافيلي بالتآمر ضدها وسجن، لكن الباباليو العاشر أفرج عنه فاختار حياة العزلة في الريف حيث ألَّف العديد من الكتب أهمها كتاب (الأمير) وحكمت آل ميديشي حتى عام 1527م، حيث تم إجلاؤهم عن المدينة في 22 يونيو مرة أخرى، وحينها كانت الفترة التي تمخضت عن نشاطات مكيافيلي ومؤلفاته، ولكنه توفي، عن عمرٍ يناهز الثامنة والخمسين تقريبا قبل أن يسترجع منصبه في السلطة.
ويذهب الكثير من المفكرين السياسيين بأن للميكيافيلي دور مهم في تطور الفكر السياسي، حيث إنه أسس منهجا جديدا في السياسة، بأفكار تبشر بمحاولات لتجاوز الفكر الديني. نقطة التحول هذه لتجاوز السلطة الدينية التي كانت سائدة في الفكر السياسي الأوروبي في القرون الوسطى أُعقِبَت بتحولات أخرى أكثر جدية من طرف فولتير ومنتسكيو وجون لوك وجان جاك روسو وغيرهم من المفكرين التنويريين الليبراليين. وهكذا كان ميكافيلي نقطة تحول مهمة في تاريخ الفكر السياسي.

## ظروف نشأته
لم يكن نيكولا مكيافيللي مجرد كاتب أو فيلسوف أو صاحب نظرية، بل إنه كان مشتركًا بقوة في الحياة السياسية المضطربة وغير المستقرة التي مرت بها مدينة «فلورنسا» في الفترة التي عاش فيها. ولد نيكولا مكيافيللي عام 1469 م في أسرة عريقة، وكان «المديشيون» قد أقاموا حكمًا استبداديًا، لكنه حافظ على الأنظمة الجمهورية القديمة، في حين سطروا
بشدة على زمام الحكم الحقيقي. ولم تكن أسرة مكيافيللي موالية لأسرة «ميديشي» وكان والد نيكولا مكيافيللي محاميًا مشهورًا، وهو من كبار الداعين إلى الجمهورية أما عن حياة مكيافيللي كشاب، فإن المتوفر عنها من معلومات قليل جدًا. على أنه من المفترض أنه قد تثقف ثقافة أبناء الطبقة المتوسطة المعتادة في عصره فقرأ في تاريخ الرومان والترجمات اللاتينية لمختلف أمهات الكتب الإغريقية القديمة.
شب مكيافيللي في عهد أمير مديشي أطلق عليه أهل «فلورنسا» اسم "لورنزو العظيم". وقد اعتبر عهده عصرًا ذهبيًا للنهضة الإيطالية. كان "لورنزو" أديبًا وشاعرًا مفطورًا، فاهتم بالأدباء والفنانين وأهل العلم. لكنه مات عام 1492 م، واضطر خلفه
«بييرو» إلى الخروج إلى المنفى بعد عامين بعدما تعرضت المدينة لغزو جديد على يدي «شارل الثامن» ملك فرنسا. وقد ظهر راهب دومنيكاني اسمه «سافونارولا»، وتمكن من إصلاح الجمهورية، ونجح في إقامة حكومة دينية ما لبثت أن انهارت، وأعدم الراهب وأحرقت جثته في عام 1498 م. وبعد بضعة أشهر انتخب مكيافيللي كاتبا للمستشارية الثانية لجمهورية «فلورنسا» وهي تشرف على كل من الشؤون الخارجية والعسكرية. استمر "مكيافيللي في الحكم ثلاثة عشر عامًا. ثم حدث ما لم يكن متوقعًا. حيث جاء الجيش الفرنسي مرة أخرى إلى «فلورنسا»، فاضطر أهلها إلى استدعاء أسرة مديشي، وبالتالي خرج «مكيافيللي» منفيًا من مدينته.

### شبابه ونشأته
مع أن القليل دون عن فترة شباب مكيافيلي، إلا أن فلورنسا تلك الحقبة معروفة بشكل يسهل التنبؤ معه بحياة أحد مواطنيها. لقد وُصفت فلورنسا على أنها مدينة ذات نمطي حياة مختلفين، واحدٌ مُسير من قبل المتشدد الراهب سافونارولا، والآخر من قبل لورينزو دي ميديشي. لابد وأن يكون تأثير سافونارولا على مكيافيلي الشاب دون أي تأثيرٍ يُذكر، إلا أنه مع تحكم سافونارولا بأموال فلورنسا، فقد أوجد لمكيافيلي مادة في كتابه الأمير عن النهاية المأسوية للنبي غير المسلح. أما عن روعة حكم الميديشيين إبان عهد لورنزو العظيم فقد كان ذا أثرٍ ملموس على الشاب، حيث أشار عدة مرات إليهم، ويجدر الإشارة إلى أن كتابه الأمير قد أُهدي إلى حفيد لورينزو (وهذه من الطرائف عند الحديث عن هذا الشاب حيث كان والده وجده من المعارضين لحكم الميديشيين).
يعطينا كتابه، تاريخ فلورنسا، صورة عن الشباب الذين قضى معهم فترة شبابه، حيث يقول: «لقد كانوا أحراراً أكثر من آبائهم في ملبسهم وحياتهم، وصرفوا الكثير على مظاهر البذخ، مبذرين بذلك أموالهم ووقتهم طمعاً بالكمال، واللعب، والنساء. لقد كان هدفهم الرئيس هو أن يبدو الشخص فيهم بمظهرٍ حسن وأن يتحدث بلباقة وذكاء، وقد أُعتبر من يجرح الناس بذكاء أحكمهم كما ذكر».
في رسالة لابنه "غويدو"، يظهر مكيافيلي ضرورة أن تُستغل فترة الشباب بالانكباب على الدراسة، وهذا مايقودنا إلى الاعتقاد بأنه قد انشغل كثيراً إبان شبابه. ويقول مكيافيلي: «لقد تلقيتُ رسالتك، والتي منحتني شعوراً عظيماً بالسعادة، خصوصاً وأنك استعدت عافيتك، ولن يكون هناك خبرٌ أجمل من هذا، فقد وهبك الرب ووهبني الحياة، وآمل أن أصنع منك رجلاً كفؤً إذا ماكنت مستعداً لتقوم بدورك». ومن ثم يُكمل: «سوف يكون هذا جيداً لك، ولكنه واجبٌ عليك أن تدرس، حيث لن يكون لك العذر في أن تتباطأ بحجة المرض، واستغل ألمك لدراسة الرسائل والموسيقى، حيث سيبدو لك الشرف الذي يكون لي بامتيازي بمثل هذه المهارة. إذن، بُني، إذا ما أردت إسعادي، وأن تجلب لنفسك الشرف والنجاح، قم بالمطلوب وادرس، لأن الجميع سيساعدونك إذا ماساعدت نفسك».

### جانب من حياته بالمنفى
اعتمد «مكيافيللي» أثناء حياته في منفاه الريفي على دخل بسيط من ممتلكاته التي توجد في بعض الضواحي. وكان يستيقظ مبكرًا ويخرج إلى الغابة يتحدث للحطابين ويتبادل معهم الأقاويل والشائعات ثم يذهب إلى أحد التلال وحيدًا، وهناك يقرأ «لدنتي أو شيراك أو تبيولوس أو أفيد». وبعد أن يتناول غداءً خفيفًا، يمضي إلى الحانة فيتحدث مع الطحان والقصاب وبعض البناءين، ويقضي معهم طيلة فترة الظهيرة يلعبون الورق والنرد ويتشاجرون على دراهم معدودة. عندما يأتي المساء يعود للمنزل ويغير ثيابه الريفية التي عادة ما تكون قد أصابتها الأوساخ والقاذورات أثناء جولته. ويرتدي ملابس البلاط والتشريفات لكي يكون في صحبة من أحبهم ويدخل إلى مكتبته الخاصة. كان يعتبر ذلك هو حياته الفعلية وكان خلال ذلك الوقت يدون ملاحظات في كتاب صغير أسماه «الأمير».

## المجتمع عند ماكيافيلي
المجتمع عند ماكيافيلي يتطور بأسباب طبيعية، فالقوى المحركة للتاريخ هي «المصلحة المادية» و«السلطة». وقد لاحظ صراع المصالح بين جماهير الشعب والطبقات الحاكمة، وطالب ماكيافيلي بخلق دولة وطنية حرة من الصراعات الإقطاعية القاتلة، وقادرة على قمع الاضطرابات الشعبية. وكان يعتبر من المسموح به استخدام كل الوسائل في الصراع السياسي، فمكيافيلي القائل «الغاية تبرر الوسيلة» برر القسوة والوحشية في صراع الحكام على السلطة. وكانت أهمية ماكيافيلي التاريخية أنه كان واحدا من أوائل من رؤوا الدولة بعين إنسانية واستنبطوا قوانينها من العقل والخبرة وليس من اللاهوت.
ولقد ألف مكيافيلي العديد من «المطارحات» حول الحياة السياسية في الجمهورية الرومانية، فلورنسا، وعدة ولايات، والتي من خلالها برع في شرح وجهات نظر أخرى. على كُلٍ فصفة «مكيافيلي» والتي ينظر إليها الباحثون على أنها تصف بشكل خاطئ مكيافيلي وأفكاره، أصبحت تصف التصرف الأناني والذي تهدف له الجماعات الربحية. مع ليوناردو دا فينشي، أصبح نيكولا مكيافيلي الشخصية المثالية لرجل عصر النهضة، ومن اللائق أن يقال أن مكيافيلي يستحوذ على صفات «الذكاء المكيافيلي»، عوضاً عن وصفه بالمكيافيلية.

## كتاب الأمير ووفاة مكيافيلي
عند عودة آل ميديشي أمل مكيافيلي لمنصبه في الخدمة العامة تحت سلطة الأسياد الجدد لفلورنسا، أُقصي في الثاني عشر من نوفمبر لعام 1512، واتُهم لاحقاً بالتورط في مؤامرة ضد المديتشيين وسُجن، وتم استجوابه تحت التعذيب. وقام البابا الميديشي الجديد، ليو العاشر، بالعفو عنه وإطلاق سراحه. وذهب مكيافيلي لسان كازينو ليقضي فترة تقاعده، بالقرب من فلورنسا، حيث قضى وقته بالكتابة. وفي رسالة لفرانسيسكو فيتوري، مؤرخة بثالث عشر من سبتمبر من عام 1513، يذكر مكيافيلي وصفا مثيراً للحياة التي قضاها في تلك الفترة، والتي بين فيها الدوافع لكتابة الأمير. فبعد أن وصف حياته اليومية مع عائلته والجيران، يكتب مكيافيلي:
ولقد تعرض الكتيب للعديد من التغيرات قبل أن يستقر على الشكل الذي هو عليه الآن. ولسببٍ ما تم إهداء الكتاب للورينزو الثاني دي ميديشي، مع أن مكيافيلي ناقش كازافتشيو إذا ما كان من الأفضل إرساله أو عرضه شخصياً، إلا أنه لم يثبت أن لورنزو قد استلم الكتاب أو حتى قرأه، وبطبيعة الحال لم يقم بتوظيف مكيافيلي. ولم يقم مكيافيلي بنشر الكتاب بنفسه، وقد اختلف فيما إذا كان النص الأصلي للكتاب لم يتعرض للتحريف، إلا أنه قطعاً تعرض للسرقة الأدبية.
ختم مكيافيلي رسالته إلى فتوري قائلاً:
قبل أن يُنهي مكيافيلي كتاب الأمير بدأ مطارحاته بالكتابة عن العقد الأول لتايتوس ليفيوس، والذي يجب أن يُقرأ تزامناً مع الأمير. هذه الأعمال وأخرى أصغر أبقته منشغلاً حتى 1518م، حتى وُكل بمهمة المراقبة على أعمال بعض التجار في جينوا. وفي عام 1519 م ،منح حكام فلورنسا المديتشيون صلاحيات سياسية للمواطنين، وأصبح مكيافيلي وآخرون مستشارين حسبما ينص الدستور الجديد حالما يتم إرجاع المجلس العظيم.
أصبح عام 1520م مُذهلاً لكي يعاود مكيافيلي الانخراط في مجتمع فلورنسا الأدبي، كما كان هذا العام هو بداية إنتاج كتاب فن الحرب. طلب الكاردينال دي ميديشي من مكيافيلي تأليف كتاب تاريخ فلورنسا، وهي مهمةٌ أشغلت مكيافيلي حتى عام 1525م.
عندما انتهى من كتاب تاريخ فلورنسا، ذهب به لروما ليعرضه على البابا جوليو دي ميديشي، المعروف بالبابا كليمنت السابع، ولقد أهدى هذا الكتاب إلى رأس أسرة ميديشي. ومن ذلك العام قامت معركة بافيا ودمرت أملاك فرنسا في إيطاليا تاركةً فرانسيس الأول أسيراً تحت رحمة تشارلز الخامس وطُرد المديتشيون من فلورنسا مجدداً. كان مكيافيلي حينئذ غائباً عن فلورنسا، ولكنه أسرع في العودة لكي يؤمن مركزه كمستشار. ولكنه مرض فور وصوله حيث تُوفي في 22 يونيو من عام 1527م.

## مكيافيلي والشرق
يذكر جمال الدين فالح الكيلاني «أن ميكافللي تأثر بكتابي كليلة ودمنة لابن المقفع ومقدمة ابن خلدون وأقتبس منهما، خلال تأليفه لكتابه الأمير وهذا واضح من خلال المقارنة العلمية التي أجريت وفق منهج البحث التاريخي».

## ردود الفعل تجاه الأمير ومكيافيلي
لم يتم نشر الأمير إلا بعد وفاة مكيافيلي بخمس سنين، ولذا لم يفهمه البعض وهاجموه حتى أصبح اسمه ملازماً للشر دائماً حتى في الفنون الشعبية. وأول من هاجم مكيافيلي هو الكاردينال بولس مما أدى لتحريم الإطلاع على كتاب الأمير ونشر أفكاره، وكذلك أنتقد غانتيه في مؤلفٍ ضخم أفكار مكيافيلي، ووضعت روما كتابه عام 1559 ضمن الكتب الممنوعة وأحرقت كل نسخة منه.
ولكن وعندما بزغ نور عصر النهضة في أرجاء أوروبا ظهر هناك من يدافع عن مكيافيلي ويترجم كتبه. ولم يصل مكيافيلي وفكره لما وصل إليه الآن إلا في القرن الثامن عشر عندما مدحه جان جاك روسو، وفيخته، وشهد له هيغل بالعبقرية. ويُعتبر مكيافيلي أحد الأركان التي قام عليها عصر التنوير في أوروبا.

## مقولات لمكيافيلي
- «الغاية تبرر الوسيلة».
- «إنها متعة مضاعفة عندما تخدع المخادع».
- «الطريقة الأولى لتقييم حكمة الحاكم، هي النظر إلى الرجال المحيطين به».
- «إن الدين ضروري للحكومة لا لخدمة الفضيلة ولكن لتمكين الحكومة من السيطرة على الناس. كان المواطن الروماني يخشى حنث اليمين أكثر من القوانين، لأنه يهاب أولئك الذين يمثلون سلطات الرب أكثر من الرجال».
- «حبي لنفسي قبل حبي لبلادي».
- «جميع الأمراء يريدون الظهور بمظهر الرحمة لا القسوة، ولكن عليه التأكد ألا يسيء استخدام هذه الرحمة. لا ينبغي على الأمير التردد في إظهار القسوة للإبقاء على رعاياه متحدين، لأنه بقسوته هذه هو أكثر رحمة من أولئك الذين يسمحون بظهور الفوضى بسبب لينهم. ولكن عليه أن يكون حذرًا، لن يستطيع تجنب سمعة القسوة فجميع الدول الجديدة محاطة بالمخاطر. لكن بامكانه المضي قدمًا بكثير من الحكمة والإنسانية. فالثقة المفرطة ستكسبه سمعة المغفل، وعدم الثقة ستظهره بمظهر الغير متسامح. من هنا يأتي السؤال، هل من الأفضل أن تكون مهابًا أم محبوبًا؟ الإجابة هي من الجيد أن تكون مهابًا ومحبوبًا ولكن من الصعب تحقيق ذلك، والأضمن أن تكون مهابًا على أن تكون محبوبًا، إذا لم تستطع أن تكون كليهما. الرجال بشكل عام جاحدون، طليقوا اللسان، جشعون ويحرصون على تجنب المخاطر. طالما أنهم مستفيدون منك، فأنت تملكهم بشكل كامل، يعرضون عليك دمائهم وسلعهم وأطفالهم عندما تكون المخاطر بعيدة. ولكنهم يتمردون عندما يقترب الخطر والأمير الذي يعتمد على كلماتهم دون الاستعداد لإجراءات أخرى، سيزول لأنه اشترى صداقتهم ولم ينلها بنبله وعظمة روحه. يتردد الرجال في إهانة ملهمي الخوف مقارنة بملهمي المحبة، لأن الحب يتماسك بسلسلة من الالتزامات التي سيكسرها الرجال فور خدمة أغراضهم. لكن الخوف يتماسك برعب من العقوبة لا يفشل أبدًا».

## مؤلفاته
خلف مكيافيلي ثروة أدبية وفكرية هائلة جدا في شتى المجالات يُقدر عددها نحو الثلاثين كتاباً. أما أشهر كتبه على الإطلاق فهو:
- كتاب الأمير (1513)

كما له أعمال كثيرة أخرى من بينها:
- وصف الطريقة المتبعة من الدوق فالنتينو لقتل فيتيلوزو فيتيلي، وأوليفيروتو دافيرمو والسينيور باغولو، ودوق دي غرافينا أورسيني (1503)